# Атанас Марковски
Атанас Янакиев Марковски е борец за църковна независимост и деец на Вътрешната македоно-одринска революционна организация.

## Биография
Атанас Марковски е роден през януари 1860 година в Бабчор, тогава в Османската империя. Син е на видния възрожденец и борец за църковна независимост Янаки Марковски, с когото пътува из Сърбия и България по работа. След завръщането им в Бабчор двамата развиват активна дейност в родното село - през 1892 година благодарение на тях се отварят българско училище, църква и действа църковно-училищна управа.
След създаването на ВМОРО Атанас Марковски е заклет от Апостол Грежов и става ръководител на революционното движение в селото си. През 1901 година е арестуван, изтезаван и осъден на 12 години затвор в Корча, но е освободен преди февруари 1903 година при общата амнистия. Участва в Илинденско-Преображенското въстание с четата на Лазар Поптрайков и Манол Розов, която тръгва на север към Мариово. Участва в сражението при Пожарско, където загива Манол Розов, и в голямото сражение при Чанище срещу многоброен аскер, в което загиват много въстаници и е ранен войводата Лазар Поптрайков. Марковски също е ранен. На връщане към Костурско четата е разбита в местността Павлин на Вич и загиват 20 четници. През ноември раненият Марковски се прибира в Бабчор, лекува се и бяга в Свободна България.
През 1906 година Атанас Марковски се завръща в Бабчор, но властите продължават да го подозират и той често е арестуван и изтезаван.
В 1913 година е принуден да бяга в България след окупацията на родния му край от Гърция.
Умира в България след 1934 година.